# La scatola magica di Landover
La scatola magica di Landover è un romanzo fantasy scritto da Terry Brooks, quarto libro del ciclo di Landover.

## Trama
Willow, moglie di Ben Holiday, gli annuncia che presto avrà un figlio da lui. Ben, re di Landover, cerca di riferire la lieta notizia ai suoi amici, ma viene interrotto da un'inaspettata visita. Infatti, a corte arriva Horris Kew assieme al suo amico Biggar, un uccello parlante. Horris è un mago maldestro che era stato esiliato sulla Terra dal vecchio re per i suoi disastri ed è arrivato a Sterling Silver per essere ricevuto dal re. Ben decide di lasciarlo in libertà e decidere poi la sua sorte. Horris si allontana dal castello e si rifugia in una grotta dove riceve istruzioni dal Gorse, un demone che era imprigionato in una scatola magica e liberato proprio da Horris.
Qualche giorno più tardi, di notte, Willow lascia il castello per andare dalla Madre Terra e chiedere consiglio sulla gravidanza. La Madre Terra rivela a Willow che per partorire deve raccogliere tre terre dei tre mondi a cui appartiene, cioè di Landover, della Terra e del Mondo Fatato. Per fare tutto ciò Willow sarà accompagnata da una creatura del Mondo Fatato che la aspetterà nella Terra dei Laghi. Intanto Ben, la mattina dopo la partenza di Willow, trova sul letto un messaggio. Il drago Strabo lo vuole incontrare tre giorni dopo nel Cuore di Landover. Ben si presenta all'incontro, ma trova anche la Strega del Crepuscolo e quindi i tre capiscono di essere caduti in una trappola vedendo arrivare anche Horris con una scatola in mano. All'improvviso scatta la trappola preparata dal Gorse e Ben, il drago e la strega vengono intrappolati nella scatola magica.
Intanto, Willow arriva alla Terra dei Laghi, s'incontra con sua madre e danzano insieme. Subito dopo compare Edgewood Dirk e sarà il gatto ad accompagnarla a raccogliere le tre terre. Prima di partire insieme, Willow raccoglie la terra della radura (dove ha danzato con sua madre) e la mette in un sacchetto. Il gatto guida Willow attraverso le nebbie fatate e la porta in una città sulla Terra. Giunti in un parco Dirk mostra a Willow dove raccogliere la terra. Messa la terra in un sacchetto, i due ritornano nelle nebbie fatate. Nel frattempo, il mago di corte Questor Thews e lo scrivano Abernathy scoprono l'assenza di Ben e ricevono di nuovo la visita di Horris e Biggar. Horris porta con sé molti dei cristalli dell'occhio della mente che mostrano ciò che la persona desidera di più. Abernathy prova il cristallo ed attraverso di esso vede se stesso come un essere umano. Lo scrivano decide di aiutare Horris a donare i cristalli anche alla gente comune. Inizialmente la gente è molto contenta, compreso il signore della Pianura, ma dopo alcuni utilizzi il cristallo si rompe e lascia le persone molto arrabbiate. Inoltre la rabbia della gente è alimentata dal Gorse (travestito da persona normale) che riferisce che al castello del re ci sono ancora tantissimi cristalli. Allora il signore della Pianura decide di attaccare il castello del re per prendere i cristalli.
Ben, la strega ed il drago sono stati rinchiusi nella scatola magica e sono stati trasformati rispettivamente nel cavaliere, nella dama e nel gargoyle. Essi vagano per una terra nebbiosa (il Labirinto) alla ricerca di un'uscita e delle loro memorie. Durante il loro cammino trovano un villaggio e successivamente degli zingari lungo un fiume, ma questi ultimi vengono distrutti da una foschia. Durante il viaggio si rendono conto che per uscire dal Labirinto devono usare la magia. Nel frattempo Willow si trova nelle nebbie fatate assieme a Edgewood Dirk e deve superare una prova delle creature fatate per raccogliere la terra. Mentre danza chiede aiuto a Ben in sogno. Grazie a questo Willow riesce a superare la prova, raccoglie la terra ed esce dalle nebbie fatate, mentre Ben riacquista la memoria. Ben, per uscire dal Labirinto, deve usare la magia del medaglione, ma sembra non funzionare.
Intanto la situazione a Sterling Silver precipita. Il signore della Pianura è arrivato assieme ad un esercito, molta gente comune, e con Horris, Biggar ed il Gorse. Abernathy, con l'aiuto di Filip e Sot, rapisce l'uccello Biggar e giungono alla grotta dove è custodita la scatola magica. Dopo una breve lotta, dove l'uccello è mangiato dai due gnomi, Abernathy recupera la scatola magica. Alla grotta giunge anche Horris, e dopo aver scoperto la situazione, decide di aiutare Abernathy a liberare Ben e sconfiggere il Gorse. Horris, sapendo la formula magica, libera dalla scatola magica Ben, il drago e la strega (che scappa via arrabbiata). Insieme, ritornano al castello per fermare il Gorse (che nel mentre ha evocato dei demoni) e Horris, per redimersi dai suoi errori commessi, riesce a improgionare di nuovo il Gorse nella scatola magica.
Willow esce dalle nebbie fatate, ma si trova nel Pozzo Infido e all'improvviso sente che è giunto il momento del parto. Willow prende le tre terre, le mischia sul terreno e si trasforma in un salice. Mentre è trasformata cresce accanto a lei un germoglio. Al risveglio, Willow trova accanto a sé suo figlio appena nato, ed insieme cercano di uscire dal Pozzo Infido. All'improvviso compare la strega e cerca di fermare Willow per rapire il figlio appena nato, ma compare Edgewood Dirk. Il gatto ferma la strega e Willow può scappare via. Ben, volando sul drago, recupera Willow e vede per la prima volta suo figlio che ha dei bellissimi occhi verdi.

## Edizioni
- Terry Brooks, La scatola magica di Landover, traduzione di Marco Pinna, Arnoldo Mondadori Editore, 1996,  p. 294, ISBN 978-88-04-41328-8.